# Айдин Айимбетов
Айимбе́тов Айди́н Ака́нули (каз. Айдын Ақанұлы Айымбетов; 27 липня 1972) — казахський космонавт, третій казах і перший громадянин Республіки Казахстан, що полетів в космос, 545-ий космонавт світу.

## Біографія

### Дитинство
Айдин Айимбетов народився 27 липня 1972 року в селі Зоря Комунізму Талди-Курганського району Талди-Курганської області Казахської РСР.
Закінчив талдикорганську школу із золотою медаллю.

### Освіта
У 1989 році вступив в Армавірське вище воєнне авіаційне Червонознаменське училище імені П. С. Кутахова. У 1993 році закінчив навчання, здобувши спеціальність «командна тактична винищувальної авіації» із присвоєнням кваліфікації льотчик-інженер.

### Військова служба
З травня 1993 року служив в рядах Збройних Сил Республіки Казахстан, де ним було освоєно літаки Л-39 «Альбатрос», МіГ-23, МіГ-27, Су-27, здійснено більше 360 стрибків з парашутом. Загалом льотний стаж складає більше 470 годин.

### Підготовка до польоту в космос
Перший раз подавав заяву у загін космонавтів у 1993 році. Повторно — 5 травня 2001 року. Літом 2002-го року пройшов медичну комісію в Інституті медико-біологічних проблем РАН, в рамках реалізації російсько-казахстанської домовленості у проведенні спільного космічного польоту.
Головну медичну комісію (ГМК) пройшов 17 грудня 2002, отримавши допуск до спецтренувань.
У кінці 2007 року завершив підготовку в Зоряному містечку, що проводилася на безоплатній основі.
У 2005—2009 роках продовжив підготовку в групі за програмою польоту на Міжнародну космічну станцію (МКС).
У жовтні 2008 року після початку переговорів між Роскосмосом і Казахстаном про політ казахстанського космонавта на кораблі «Союз» восени 2009 року розглядався як кандидат у члени основного екіпажу. У листопаді 2008 року його включення в групу з двох кандидатів на політ отримало офіційне підтвердження. Політ планувався на 30 вересня 2009 року. Проте 8 квітня 2009 року на прес-конференції керівник Федерального космічного агентства Анатолій Пермінов повідомив, що керівництво Роскосмосу «отримало офіційний лист з повідомленням за підписом глави Казкосмоса, що з фінансових питань за рішенням уряду вони знімають з польоту казахстанського космонавта». Таким чином, політ казахстанського космонавта на МКС був скасований.
12 жовтня 2012 постановою Уряду Республіки Казахстан № 1304 йому присвоєно статус космонавта Республіки Казахстан..

## Космічний політ

### Політ в космос
Докладніше: Союз TMA-18M

### Життя і робота на МКС
З собою на МКС астронавт взяв казахські національні страви — айран, ірімшик і м'ясо по-казахськи.
Під час перебування в космосі Айимбетов проводив ряд фізико-хімічних експериментів, зокрема «Ураган», «Релаксація», експеримент по впливу космічної радіації на організм людини; освітні експерименти «Про Гагаріна із космосу», «Велике начало»; моніторинг поверхні Землі, зокрема стан екології Аральського і Каспійського морів.
Графік космонавта на Міжнародній космічній станції наступний: 7 годин — робота, 2 години — фізичні вправи, 1 година — їжа, 8 годин — сон, решта — вільний час.

## Особисте життя
Одружений з Лілією Алмуханбетовною Айимбетовою (до шлюбу — Донсебаєва). Батько трьох дітей.

## Нагороди
- Медаль «20 років незалежності Республіки Казахстан»
- Знак «50 років першого польоту людини в космос» — відомча нагорода Казкосмосу[9]
- Золота зірка і орден Отан — «за видатні заслуги в освоєнні космічного простору, героїзм і мужність, проявлені при виконанні космічного польоту».[10]